# 37

## Narození
- 15. prosince – Nero, římský císař († 9. června 68)
- Flavius Iosephus, židovský historik.

## Úmrtí
- 16. března – Tiberius, římský císař (* 16. listopadu 42 př. n. l.)

## Hlava státu
- Papež – Petr (cca 30 – 64/65/66/67)
- Římská říše – Tiberius (14–37) » Caligula (37–41)
- Parthská říše – Artabanos II. (10/11–38)
- Kušánská říše – Kudžúla Kadphises (30–90)
- Čína, dynastie Chan (206 př. n. l. – 220 n. l.) – Kuang Wu-ti (25–57)
- Markomani – Marobud (?–37)